# Llop ibn Muhàmmad
Llop ibn Muhàmmad ibn Llop (? - 907), de nom complet Lubb ibn Muhàmmad ibn Lubb ibn Mussa al-Qassawí ibn Mussa ibn Furtun Qassi ibn Furtun (àrab: لب بن محمد بن لب بن موسى القسوي بن موسى بن فرتون بن قاسي بن فرتون, Lubb b. Muhammad b. Lubb b. Mūsà al-Qasawī b. Mūsà b. Furtūn b. Qāsī b. Furtūn), fou valí de Tudela (890-907) i de Lleida, així com un prominent i poderós senyor musulmà de la marca superior d'Al-Àndalus.

## Família
Llop era membre de la important família musulmana dels Banu Qassi en ser fill de Muhàmmad ibn Llop (descendent del valí Mussa el Gran de Saraqusta). Eren germans seus Mussa ibn Muhàmmad, Yússuf ibn Muhàmmad, Abd-Al·lah ibn Muhàmmad, Yunus ibn Muhàmmad i Mutàrrif ibn Muhàmmad. Aquests es van barallar entre ells i provocarien, en gran part, la destrucció del poder dels Banu Qassi.
Llop ibn Muhàmmad va tenir tres fills:
- Abd-Al·lah ibn Llop
- Muhàmmad ibn Llop
- Furtun ibn Llop, convertit posteriorment al cristianisme.

|                     |                     |                     |                     |                     |                     |                   |                   |                   |                   |                   |                   |                   |                   |       |       |                 |                 |                 |                 |                 |                 | Llop  | Llop  | Llop                | Llop                | Llop                | Llop                |                     |                     | Àjab       | Àjab       | Àjab             | Àjab             | Àjab             | Àjab             |                  |                  |          |          |                   |                   |                   |                   |                   |                   |          |          |                       |                       |                       |                       |                       |                       |  |  |        |        |        |        |        |        |  |  |  |  |  |  |  |  |  |  |  |  |  |  |  |  |  |  |  |  |  |  |  |  |  |  |  |  |  |  |  |  |  |  |  |  |  |  |  |  |  |  |  |  |  |  |
|                     |                     |                     |                     |                     |                     |                   |                   |                   |                   |                   |                   |                   |                   |       |       |                 |                 |                 |                 |                 |                 | Llop  | Llop  | Llop                | Llop                | Llop                | Llop                |                     |                     | Àjab       | Àjab       | Àjab             | Àjab             | Àjab             | Àjab             |                  |                  |          |          |                   |                   |                   |                   |                   |                   |          |          |                       |                       |                       |                       |                       |                       |  |  |        |        |        |        |        |        |  |  |  |  |  |  |  |  |  |  |  |  |  |  |  |  |  |  |  |  |  |  |  |  |  |  |  |  |  |  |  |  |  |  |  |  |  |  |  |  |  |  |  |  |  |  |
|                     |                     |                     |                     |                     |                     |                   |                   |                   |                   |                   |                   |                   |                   |       |       |                 |                 |                 |                 |                 |                 |       |       |                     |                     |                     |                     |                     |                     |            |            |                  |                  |                  |                  |                  |                  |          |          |                   |                   |                   |                   |                   |                   |          |          |                       |                       |                       |                       |                       |                       |  |  |        |        |        |        |        |        |  |  |  |  |  |  |  |  |  |  |  |  |  |  |  |  |  |  |  |  |  |  |  |  |  |  |  |  |  |  |  |  |  |  |  |  |  |  |  |  |  |  |  |  |  |  |
|                     |                     |                     |                     |                     |                     |                   |                   |                   |                   |                   |                   |                   |                   |       |       |                 |                 |                 |                 |                 |                 |       |       |                     |                     |                     |                     |                     |                     |            |            |                  |                  |                  |                  |                  |                  |          |          |                   |                   |                   |                   |                   |                   |          |          |                       |                       |                       |                       |                       |                       |  |  |        |        |        |        |        |        |  |  |  |  |  |  |  |  |  |  |  |  |  |  |  |  |  |  |  |  |  |  |  |  |  |  |  |  |  |  |  |  |  |  |  |  |  |  |  |  |  |  |  |  |  |  |
|                     |                     |                     |                     |                     |                     |                   |                   |                   |                   |                   |                   | Issa              | Issa              | Issa  | Issa  | Issa            | Issa            |                 |                 |                 |                 |       |       |                     |                     | Muhàmmad            | Muhàmmad            | Muhàmmad            | Muhàmmad            | Muhàmmad   | Muhàmmad   |                  |                  |                  |                  |                  |                  | Mutàrrif | Mutàrrif | Mutàrrif          | Mutàrrif          | Mutàrrif          | Mutàrrif          |                   |                   |          |          |                       |                       |                       |                       |                       |                       |  |  |        |        |        |        |        |        |  |  |  |  |  |  |  |  |  |  |  |  |  |  |  |  |  |  |  |  |  |  |  |  |  |  |  |  |  |  |  |  |  |  |  |  |  |  |  |  |  |  |  |  |  |  |
|                     |                     |                     |                     |                     |                     |                   |                   |                   |                   |                   |                   | Issa              | Issa              | Issa  | Issa  | Issa            | Issa            |                 |                 |                 |                 |       |       |                     |                     | Muhàmmad            | Muhàmmad            | Muhàmmad            | Muhàmmad            | Muhàmmad   | Muhàmmad   |                  |                  |                  |                  |                  |                  | Mutàrrif | Mutàrrif | Mutàrrif          | Mutàrrif          | Mutàrrif          | Mutàrrif          |                   |                   |          |          |                       |                       |                       |                       |                       |                       |  |  |        |        |        |        |        |        |  |  |  |  |  |  |  |  |  |  |  |  |  |  |  |  |  |  |  |  |  |  |  |  |  |  |  |  |  |  |  |  |  |  |  |  |  |  |  |  |  |  |  |  |  |  |
|                     |                     |                     |                     |                     |                     |                   |                   |                   |                   |                   |                   |                   |                   |       |       |                 |                 |                 |                 |                 |                 |       |       |                     |                     |                     |                     |                     |                     |            |            |                  |                  |                  |                  |                  |                  |          |          |                   |                   |                   |                   |                   |                   |          |          |                       |                       |                       |                       |                       |                       |  |  |        |        |        |        |        |        |  |  |  |  |  |  |  |  |  |  |  |  |  |  |  |  |  |  |  |  |  |  |  |  |  |  |  |  |  |  |  |  |  |  |  |  |  |  |  |  |  |  |  |  |  |  |
|                     |                     |                     |                     |                     |                     | Llop ibn Muhàmmad | Llop ibn Muhàmmad | Llop ibn Muhàmmad | Llop ibn Muhàmmad | Llop ibn Muhàmmad | Llop ibn Muhàmmad |                   |                   | Mussa | Mussa | Mussa           | Mussa           | Mussa           | Mussa           |                 |                 | Yusuf | Yusuf | Yusuf               | Yusuf               | Yusuf               | Yusuf               |                     |                     | Abd-Al·lah | Abd-Al·lah | Abd-Al·lah       | Abd-Al·lah       | Abd-Al·lah       | Abd-Al·lah       |                  |                  | Yunus    | Yunus    | Yunus             | Yunus             | Yunus             | Yunus             |                   |                   | Mutàrrif | Mutàrrif | Mutàrrif              | Mutàrrif              | Mutàrrif              | Mutàrrif              |                       |                       |  |  |        |        |        |        |        |        |  |  |  |  |  |  |  |  |  |  |  |  |  |  |  |  |  |  |  |  |  |  |  |  |  |  |  |  |  |  |  |  |  |  |  |  |  |  |  |  |  |  |  |  |  |  |
|                     |                     |                     |                     |                     |                     | Llop ibn Muhàmmad | Llop ibn Muhàmmad | Llop ibn Muhàmmad | Llop ibn Muhàmmad | Llop ibn Muhàmmad | Llop ibn Muhàmmad |                   |                   | Mussa | Mussa | Mussa           | Mussa           | Mussa           | Mussa           |                 |                 | Yusuf | Yusuf | Yusuf               | Yusuf               | Yusuf               | Yusuf               |                     |                     | Abd-Al·lah | Abd-Al·lah | Abd-Al·lah       | Abd-Al·lah       | Abd-Al·lah       | Abd-Al·lah       |                  |                  | Yunus    | Yunus    | Yunus             | Yunus             | Yunus             | Yunus             |                   |                   | Mutàrrif | Mutàrrif | Mutàrrif              | Mutàrrif              | Mutàrrif              | Mutàrrif              |                       |                       |  |  |        |        |        |        |        |        |  |  |  |  |  |  |  |  |  |  |  |  |  |  |  |  |  |  |  |  |  |  |  |  |  |  |  |  |  |  |  |  |  |  |  |  |  |  |  |  |  |  |  |  |  |  |
|                     |                     |                     |                     |                     |                     |                   |                   |                   |                   |                   |                   |                   |                   |       |       |                 |                 |                 |                 |                 |                 |       |       |                     |                     |                     |                     |                     |                     |            |            |                  |                  |                  |                  |                  |                  |          |          |                   |                   |                   |                   |                   |                   |          |          |                       |                       |                       |                       |                       |                       |  |  |        |        |        |        |        |        |  |  |  |  |  |  |  |  |  |  |  |  |  |  |  |  |  |  |  |  |  |  |  |  |  |  |  |  |  |  |  |  |  |  |  |  |  |  |  |  |  |  |  |  |  |  |
| Abd-Al·lah ibn Llop | Abd-Al·lah ibn Llop | Abd-Al·lah ibn Llop | Abd-Al·lah ibn Llop | Abd-Al·lah ibn Llop | Abd-Al·lah ibn Llop |                   |                   | Muhàmmad ibn Llop | Muhàmmad ibn Llop | Muhàmmad ibn Llop | Muhàmmad ibn Llop | Muhàmmad ibn Llop | Muhàmmad ibn Llop |       |       | Furtun ibn Llop | Furtun ibn Llop | Furtun ibn Llop | Furtun ibn Llop | Furtun ibn Llop | Furtun ibn Llop |       |       | Muhàmmad ibn Al·lah | Muhàmmad ibn Al·lah | Muhàmmad ibn Al·lah | Muhàmmad ibn Al·lah | Muhàmmad ibn Al·lah | Muhàmmad ibn Al·lah |            |            | Mussa ibn Al·lah | Mussa ibn Al·lah | Mussa ibn Al·lah | Mussa ibn Al·lah | Mussa ibn Al·lah | Mussa ibn Al·lah |          |          | Furtun ibn Al·lah | Furtun ibn Al·lah | Furtun ibn Al·lah | Furtun ibn Al·lah | Furtun ibn Al·lah | Furtun ibn Al·lah |          |          | Abd-Al·lah ibn Al·lah | Abd-Al·lah ibn Al·lah | Abd-Al·lah ibn Al·lah | Abd-Al·lah ibn Al·lah | Abd-Al·lah ibn Al·lah | Abd-Al·lah ibn Al·lah |  |  | Urraca | Urraca | Urraca | Urraca | Urraca | Urraca |  |  |  |  |  |  |  |  |  |  |  |  |  |  |  |  |  |  |  |  |  |  |  |  |  |  |  |  |  |  |  |  |  |  |  |  |  |  |  |  |  |  |  |  |  |  |
| Abd-Al·lah ibn Llop | Abd-Al·lah ibn Llop | Abd-Al·lah ibn Llop | Abd-Al·lah ibn Llop | Abd-Al·lah ibn Llop | Abd-Al·lah ibn Llop |                   |                   | Muhàmmad ibn Llop | Muhàmmad ibn Llop | Muhàmmad ibn Llop | Muhàmmad ibn Llop | Muhàmmad ibn Llop | Muhàmmad ibn Llop |       |       | Furtun ibn Llop | Furtun ibn Llop | Furtun ibn Llop | Furtun ibn Llop | Furtun ibn Llop | Furtun ibn Llop |       |       | Muhàmmad ibn Al·lah | Muhàmmad ibn Al·lah | Muhàmmad ibn Al·lah | Muhàmmad ibn Al·lah | Muhàmmad ibn Al·lah | Muhàmmad ibn Al·lah |            |            | Mussa ibn Al·lah | Mussa ibn Al·lah | Mussa ibn Al·lah | Mussa ibn Al·lah | Mussa ibn Al·lah | Mussa ibn Al·lah |          |          | Furtun ibn Al·lah | Furtun ibn Al·lah | Furtun ibn Al·lah | Furtun ibn Al·lah | Furtun ibn Al·lah | Furtun ibn Al·lah |          |          | Abd-Al·lah ibn Al·lah | Abd-Al·lah ibn Al·lah | Abd-Al·lah ibn Al·lah | Abd-Al·lah ibn Al·lah | Abd-Al·lah ibn Al·lah | Abd-Al·lah ibn Al·lah |  |  | Urraca | Urraca | Urraca | Urraca | Urraca | Urraca |  |  |  |  |  |  |  |  |  |  |  |  |  |  |  |  |  |  |  |  |  |  |  |  |  |  |  |  |  |  |  |  |  |  |  |  |  |  |  |  |  |  |  |  |  |  |
|                     |                     |                     |                     |                     |                     |                   |                   |                   |                   |                   |                   |                   |                   |       |       |                 |                 |                 |                 |                 |                 |       |       |                     |                     |                     |                     |                     |                     |            |            |                  |                  |                  |                  |                  |                  |          |          |                   |                   |                   |                   |                   |                   |          |          |                       |                       |                       |                       |                       |                       |  |  |        |        |        |        |        |        |  |  |  |  |  |  |  |  |  |  |  |  |  |  |  |  |  |  |  |  |  |  |  |  |  |  |  |  |  |  |  |  |  |  |  |  |  |  |  |  |  |  |  |  |  |  |
|                     |                     |                     |                     |                     |                     |                   |                   | Llop              | Llop              | Llop              | Llop              | Llop              | Llop              |       |       |                 |                 |                 |                 |                 |                 |       |       |                     |                     |                     |                     |                     |                     |            |            |                  |                  |                  |                  |                  |                  |          |          |                   |                   |                   |                   | Ordoni            | Ordoni            | Ordoni   | Ordoni   | Ordoni                | Ordoni                |                       |                       |                       |                       |  |  |        |        |        |        |        |        |  |  |  |  |  |  |  |  |  |  |  |  |  |  |  |  |  |  |  |  |  |  |  |  |  |  |  |  |  |  |  |  |  |  |  |  |  |  |  |  |  |  |  |  |  |  |
|                     |                     |                     |                     |                     |                     |                   |                   | Llop              | Llop              | Llop              | Llop              | Llop              | Llop              |       |       |                 |                 |                 |                 |                 |                 |       |       |                     |                     |                     |                     |                     |                     |            |            |                  |                  |                  |                  |                  |                  |          |          |                   |                   |                   |                   | Ordoni            | Ordoni            | Ordoni   | Ordoni   | Ordoni                | Ordoni                |                       |                       |                       |                       |  |  |        |        |        |        |        |        |  |  |  |  |  |  |  |  |  |  |  |  |  |  |  |  |  |  |  |  |  |  |  |  |  |  |  |  |  |  |  |  |  |  |  |  |  |  |  |  |  |  |  |  |  |  |

## Antecedents
El 899, a conseqüència d'una paràlisi, Ismaïl ibn Mussa va cedir la direcció del poder a Mutàrrif ibn Muhàmmad i a Mussa ibn Muhàmmad, germans seus. Aquests dos van anar en una expedició a Barbitanya en la qual Mussa va morir i Mutàrrif fou capturat pel valí d'Osca at-Tawil. At-Tawil va contraatacar fins a conquerir la Lleida islàmica. Però aleshores l'emir Abd-Al·lah ibn Muhàmmad va decidir negar aquesta ciutat a at-Tawil i confiar-la al pare de Llop. Quan aquest va tenir el control real de Lleida, va cedir la ciutat al seu fill Llop.

## Biografia
Des de Lleida, Llop ibn Muhàmmad estigué en combat constant contra els nobles cristians del comtat d'Aragó i dels comtats catalans que s'anaven expandint i repoblant lentament des de les muntanyes dels Pirineus cap al sud. Sovintejaven les incursions cristianes i les ràtzies musulmanes en territori enemic. En aquest context Llop va ordenar fortificar diverses ciutats, com Lleida, Montsó o Balaguer. També és seva la iniciativa de construir la mesquita aljama (als fonaments de l'actual Seu Vella) de Lleida.

### Mort del Guifré el Pilós
El 897, Llop atacà el comtat de Barcelona. En aquesta acció el seu exèrcit va ferir de mort el comte Guifré el Pilós, que va morir l'11 d'agost probablement no gaire lluny del castell d'Aura.

### Conquestes a altres musulmans
Va ocupar Tudela i Tarassona (899), atacà Àlaba i va conquerir temporalment Toledo. Fins i tot va assolar els camps pròxims de Jaén.

### La ràtzia del Pallars
En una altra ràtzia molt important va enfrontar-se al comte Ramon II de Pallars el 904, assolint la màxima extensió dels seus dominis. Va causar grans destrosses i saquejos pel comtat pirinenc; va segrestar prop de set-centes persones, entre aquestes el mismíssim fill del comte: Isarn.
Però el 905 el seu aliat Fortuny Garcés de Pamplona fou deposat per Sanç I de Navarra (amb l'ajut del comte de Pallars). El 907 Llop ibn Muhàmmad va intentar ajudar-lo atacant Pamplona però els resultats foren nefastos. Poc temps després, Llop va caure en una emboscada preparada per Sanç I de Navarra i fou assassinat.

### Pèrdua de Lleida
Paral·lelament el senyor d'Osca i antic rival de Llop i del seu pare, el muladí Muhàmmad at-Tawil, va arrabassar l'herència al fill de Llop Furtun ibn Llop, i va convertir-se així en el Valí de Lleida.